# Epitélio colunar estratificado

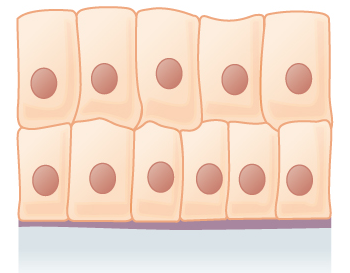

Epitélio colunar estratificado é um epitélio colunar composto por diversas camadas de células subjacentes.
tecido eptelial colunar tem como principal caracteristica suas células de formação em forma de cubos ou cilincricos,